# Реформаторская булочка

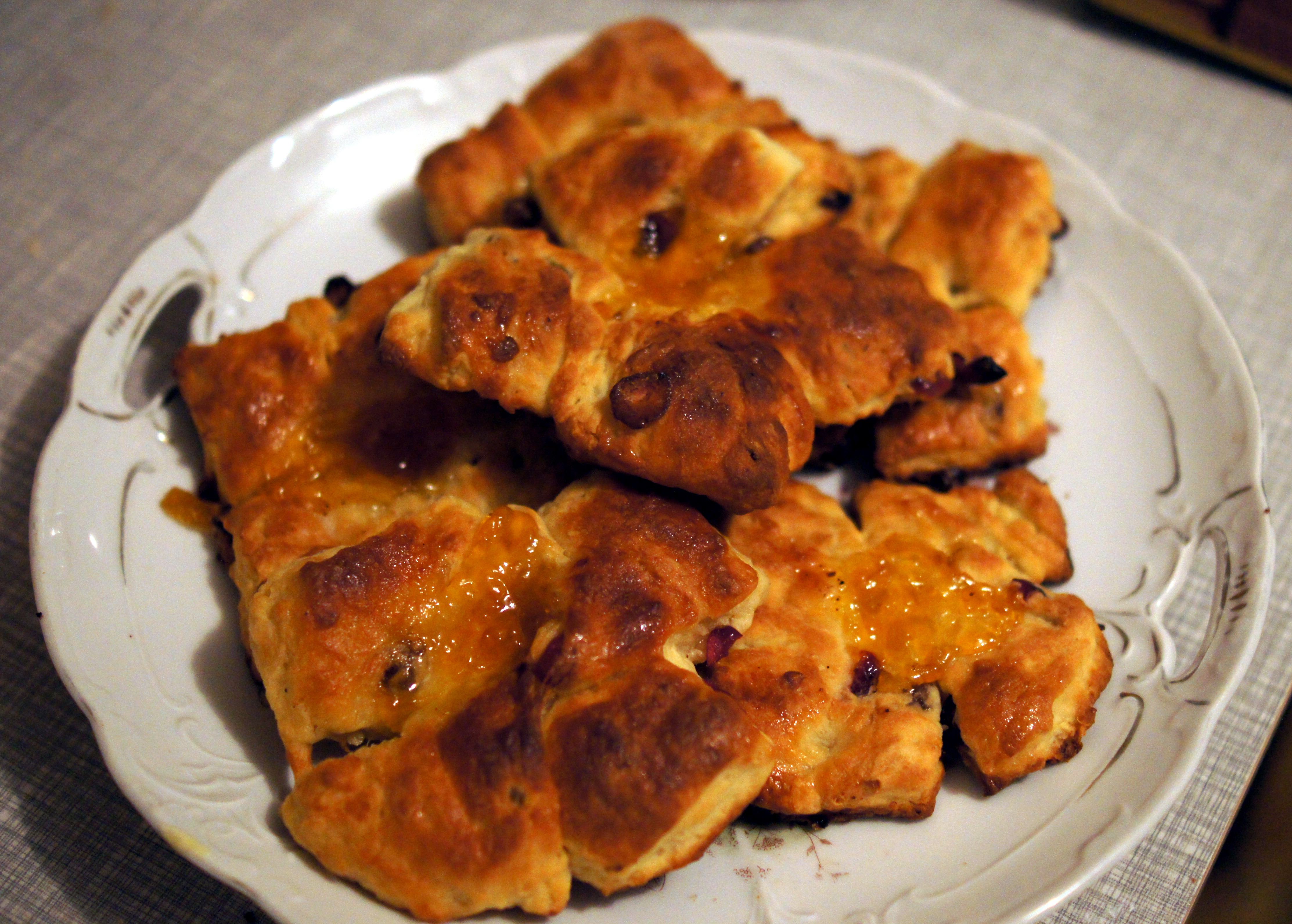
Реформаторские булочки

Реформаторская булочка (нем. Reformationsbrötchen) — традиционная сезонная обрядовая выпечка в восточных землях Германии — Саксонии (и в особенности в Лейпциге), Саксонии-Анхальт и Тюрингии. Реформаторские булочки пекут ко Дню Реформации, отмечаемому в Германии 31 октября.
Реформаторская булочка Представляет собой сладкую выпечку с конфитюром из дрожжевого теста с изюмом квадратной или округлой формы диаметром около 13 см, которая символизирует розу Лютера — печать, которой реформатор скреплял свою переписку. Считается, что реформаторская булочка является своеобразным ответом протестантов на сладкий «мартинский брецель», который немецкие католики по традиции выпекали ко Дню святого Мартина. В отличие от розы Лютера у реформаторской булочки только четыре «лепестка», красное сердце с крестом в середине обозначается конфитюром и двумя наложенными сверху перекрещенными полосками теста. В течение нескольких недель в преддверии праздника реформаторские булочки можно увидеть на витринах многих саксонских булочных.
В Дрездене ко Дню Реформации традиционно пекут большой круглый реформаторский хлеб из более лёгкого теста, чем у штоллена, и с меньшим количеством сливочного масла и изюма. Он символизирует епископскую митру. Реформаторский хлеб обычно покрывают абрикосовым конфитюром и глазурью и украшают миндальными лепестками. В 2017 году для церемонии празднования 500-летнего юбилея Реформации дрезденские пекари подготовили гигантскую модель реформаторского хлеба, которую провезли по городу на запряжённой лошадьми повозке, а настоящий реформаторский хлеб около полуметра в диаметре разрезал обербургомистр города.